# Margarita Luna García
Margarita Luna García, también conocida como Margarita Luna de Espaillat, (Santiago de los Caballeros, 31 de julio de 1921–2016) fue una compositora, pianista y organista dominicana.

## Trayectoria
Nació en 1921 en Santiago de los Caballeros. Estuvo casada con el empresario Víctor Espaillat Mera, figura clave en el desarrollo económico de República Dominicana, con quien tuvo tres hijos, Víctor Manuel, Carmen y Pilar.
Se inició en los estudios musicales con Juan Francisco García. Entre sus profesores posteriores se pueden mencionar a Manuel Antonio Rueda González, con quien estudió piano; a Juan Urteaga, con quien estudió órgano; o Manuel Simó, con quien estudió armonía, contrapunto y fuga. Desde 1964 hasta 1967 fue alumna de Hall Overton en la Escuela Juilliard de Nueva York, en Estados Unidos.
A lo largo de su carrera, desempeñó varios cargos significativos, contribuyendo al desarrollo de la música en la República Dominicana. Fue docente en la Academia Dominicana de Música entre 1973 y 1980, donde impartió materias sobre historia y teoría de la música. En 1979, se convirtió en la primera mujer en dirigir el Centro Cultural de Santiago, cargo que ocupó hasta 1982. En 1984, asumió la dirección de la Escuela Nacional de Música de la República Dominicana y más tarde fue directora del Conservatorio Nacional de Música de la República Dominicana.
A nivel compositivo, Luna es autora de la pieza Vigilia eterna y Elegía, un oratorio para coro, narrador y orquesta. De igual manera, compuso música de cámara y obras para piano. La pieza Cambiantes de 1969 se considera la primera composición dodecafónica en la historia dominicana de la creación musical. En términos generales, su obra sintetiza las tendencias vanguardistas del siglo XX, como por ejemplo la música serial dodecafónica, la música cromática, entre otras, con ritmos folclóricos, propios de la identidad dominicana.
Es también autora del libro Por el mundo de la orquesta, publicado en el año 1973.
Falleció a los 94 años en Canadá, donde vivió durante más de veinte años.